# Markandning
Markandning betecknar avgivande av koldioxid från marken till atmosfären per tidsenhet från en bestämd markyta. Den kan användas som ett mått på de i marken levande organismernas aktivitet.
Markens bakterier och svampar bryter ned dess organiska beståndsdelar genom andning och jäsning, varvid bland annat bildas koldioxid, som genom diffusion avges till luften. Styrkan av markandningen beror på aktiviteten hos mikroorganismerna och regleras närmast av tillgången på organiska ämnen, temperatur och genomluftning. Markandning kan åstadkomma väsentliga höjningar av koldioxidhalten i de nedersta luftlagren, särskilt under slutna, vindskyddande växtplatser, vilket gynnar koldioxidassimilationen i dessa.
Särskilt stark markandning erhålles i kompost, som är näringsrik och har ett intensivt bakterieliv, varigenom i praktiken höjningen av koldioxidhalten medverkar till ökad avkastning av kulturväxter i drivbänkar och växthus.
Marker med högt pH kan ställa till med problem. Där marken bildats av kalkhaltig berggrund (t.ex. på Gotland eller Öland) finns det karbonat som vid vittring också avger koldioxid. När man mäter markandningen av sådana marker så utgör den summan av karbonatvittring och nedbrytning.